# 1319-1310 v.Chr.
De jaren 1319-1310 v.Chr. (van de christelijke jaartelling) zijn een decennium in de 14e eeuw v.Chr..

## Gebeurtenissen

### Egypte
- 1319 v.Chr. - Koning Horemheb (1319 - 1307 v.Chr.) de dertiende farao van de 18e dynastie van Egypte.
- 1316 v.Chr. - Horemheb maakt een eind aan de corruptie in het land en reorganiseert het Egyptische leger.
- 1313 v.Chr. - Horemheb doet een mislukte poging de steden Amurru en Kadesh te heroveren.

### Assyrië
- 1316 v.Chr. - Koning Arik-den-ili van Assur trekt het Zagros-gebergte in voor een strafexpeditie.

### Klein-Azië
- 1315 v.Chr. - Koning Mursili II van de Hettieten onderdrukt de opstanden in Arzawa en het gebied Kaska.

### Griekenland
- 1315 v.Chr. - Koning Laios (1315 - 1308 v.Chr.) heerst over de stad Thebe.
- 1311 v.Chr. - Hoge koning Sthenelus van Mycene bestijgt de troon.

<< · 1399-1390 · 1389-1380 · 1379-1370 · 1369-1360 · 1359-1350 · 1349-1340 · 1339-1330 · 1329-1320 · 1319-1310 · 1309-1300 · >>